# Loxocorniculum postdorsoalata
Loxocorniculum postdorsoalata is een mosselkreeftjessoort uit de familie van de Loxoconchidae. De wetenschappelijke naam van de soort is voor het eerst geldig gepubliceerd in 1960 door Puri.